# Kolmhof (Dieterskirchen)
Kolmhof ist ein Ortsteil der Gemeinde Dieterskirchen im Oberpfälzer Landkreis Schwandorf in Bayern.

## Geographische Lage
Kolmhof befindet sich ungefähr einen Kilometer westlich von Dieterskirchen.

## Geschichte
1631 wurde Kolmhof (auch: Kholmbhoff) mit Weichelau gleichgesetzt und mit einem Hof, 7 Rindern und zwei Schweinen als zur Hofmark Dieterskirchen gehörig aufgeführt.
Kolmhof wurde 1652 als Teil von Weichelau als zur Hofmark Dieterskirchen gehörig verzeichnet.
Ende des 18. Jahrhunderts hatte Kolmhof ein Anwesen, das zur Hofmark Dieterskirchen gehörte, die die Niedere Gerichtsbarkeit ausübte. Die Hohe Gerichtsbarkeit übte das Landgericht Neunburg aus.
Zu Beginn des 19. Jahrhunderts wurde staatlicherseits versucht die Verwaltungsstruktur zu vereinfachen und – gegen den zähen Widerstand der Besitzer – die Gerichtsbarkeit auf den Staat zu übertragen. Dieser Prozess verlief in mehreren Schritten.
Durch Säkularisation und Mediatisierung wurden die zersplitterten territorialstaatlichen Gebilde und die differenzierte Struktur der gerichts- und grundherrlichen Zuordnungen beseitigt und versucht, die gutsherrlichen Rechte nach und nach zu reduzieren.
Es wurden Landgerichte älterer Ordnung gebildet.
Entsprechend einer Verordnung von 1808 wurde das Landgericht Neunburg vorm Wald in 55 Steuerdistrikte unterteilt.
Dabei bildete Dieterskirchen mit den Ortschaften Bach, Dieterskirchen, Kolmhof, Pottenhof, Pottenhofermühle, Saggau, Silbermühle, Stegen und Weichelau einen Steuerdistrikt.
In Kolmhof gab es zwei Anwesen und 16 Einwohner.
1820 wurden Ruralgemeinden gebildet.
Dabei entstand die Ruralgemeinde Dieterskirchen, die aus den Ortschaften Dieterskirchen mit 44 Familien, Pottenhof mit 21 Familien, Neudeck mit 5 Familien, Kolmhof mit 2 Familien und der Einöde Einödhof mit einer Familie bestand. Dieterskirchen war für diese Ortschaften gleichzeitig Patrimonialgericht.
Für die zunächst weiter bestehenden Patrimonialgerichte wurden im Organischen Edikt über die Patrimonialgerichtsbarkeit Vorschriften erlassen, die darauf zielten, nur noch größere und zusammenhängende Territorien zuzulassen. 
Daneben wurde jede Gelegenheit wahrgenommen, Patrimonialgerichte aufzulösen und die Gerichtsbarkeit an die Landgerichte einzuziehen.
1848 wurden schließlich die feudalen Privilegien abgeschafft und die Patrimonialgerichte aufgelöst.
Die Gerichtsbarkeit und die Polizeigewalt ging damit endgültig und vollständig an den Staat über.
1848 wurde Kolmhof aus der Gemeinde Dieterskirchen herausgenommen und der Gemeinde Bach zugeteilt.
Zum Stichtag 23. März 1913 (Osterfest) wurde Kolmhof als Teil der Pfarrei Dieterskirchen mit zwei Häuser und 8 Einwohnern aufgeführt.
Kolmhof wurde 1964 als Ortsteil der Gemeinde Bach verzeichnet. Als die Gemeinde Bach 1975 aufgelöst wurde, gelangte Kolmhof zur Gemeinde Dieterskirchen.
Am 31. Dezember 1990 hatte Kolmhof 7 Einwohner und gehörte zur Pfarrei Dieterskirchen.